# Terrore cieco
Terrore cieco, (See no evil, conosciuto anche con il titolo americano di Blind terror) è un film del 1971 diretto da Richard Fleischer.
Tratto da un soggetto di Brian Clemens, il film è uno spaccato della vita inglese dell'inizio degli anni '70: la protagonista è immersa (e nello stesso tempo alienata dalla sua cecità permanente) in una società influenzata dai dogmi della Beat Generation americana e assuefatta alla dilagante violenza d'oltreoceano, in cui le nuove generazioni imitano (o tentano di imitare) i ritmi dei coetanei americani.

## Trama
Sarah diventa cieca in seguito ad una violenta caduta da cavallo. Dopo aver passato alcune settimane in una clinica, può finalmente tornare nella villa di campagna degli zii, Betty e George Baxter, che vivono insieme alla loro figlia Sandy, e sperare di poter riprendere la relazione con il suo fidanzato Steve da dove l'avevano lasciata.
Ma la pace nella famiglia non è destinata a durare: un misterioso serial killer, infatti, si introduce in villa Baxter uccidendo i suoi inquilini e il giardiniere Barker. Si salva solo Sarah, uscita per una gita a cavallo insieme a Steve. Al suo ritorno, nulla la turba e convive per 24 ore con i cadaveri dei suoi parenti. Una volta scoperta la strage, comincerà una corsa contro il tempo per scoprire l'identità dell'assassino, prima che lui trovi lei.